# Hasan Bej Prishtina

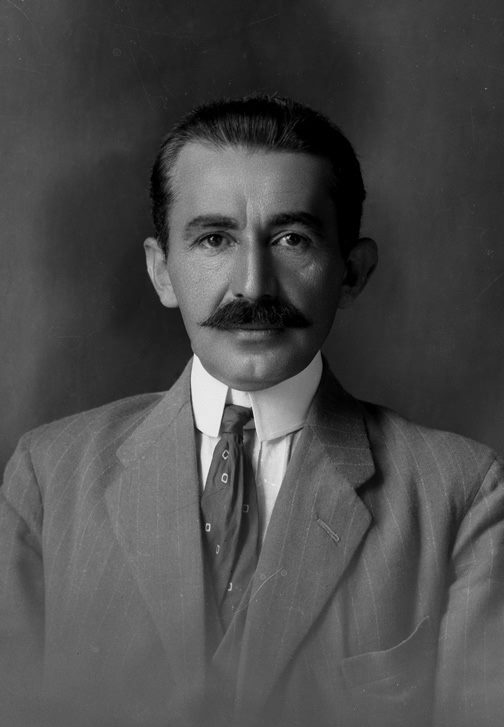
Hasan Bej Prishtina

Hasan Bej Prishtina (bürgerlicher Name Hasan Berisha; * 1873 in Volçetrin, Osmanisches Reich, heute Vushtrria, Kosovo; † 13. August 1933 in Thessaloniki, Griechenland) war ein albanischer Politiker. Vor dem Ersten Weltkrieg unterstützte er die albanische Unabhängigkeitsbewegung Rilindja. 1921 war er für kurze Zeit albanischer Ministerpräsident.

## Leben

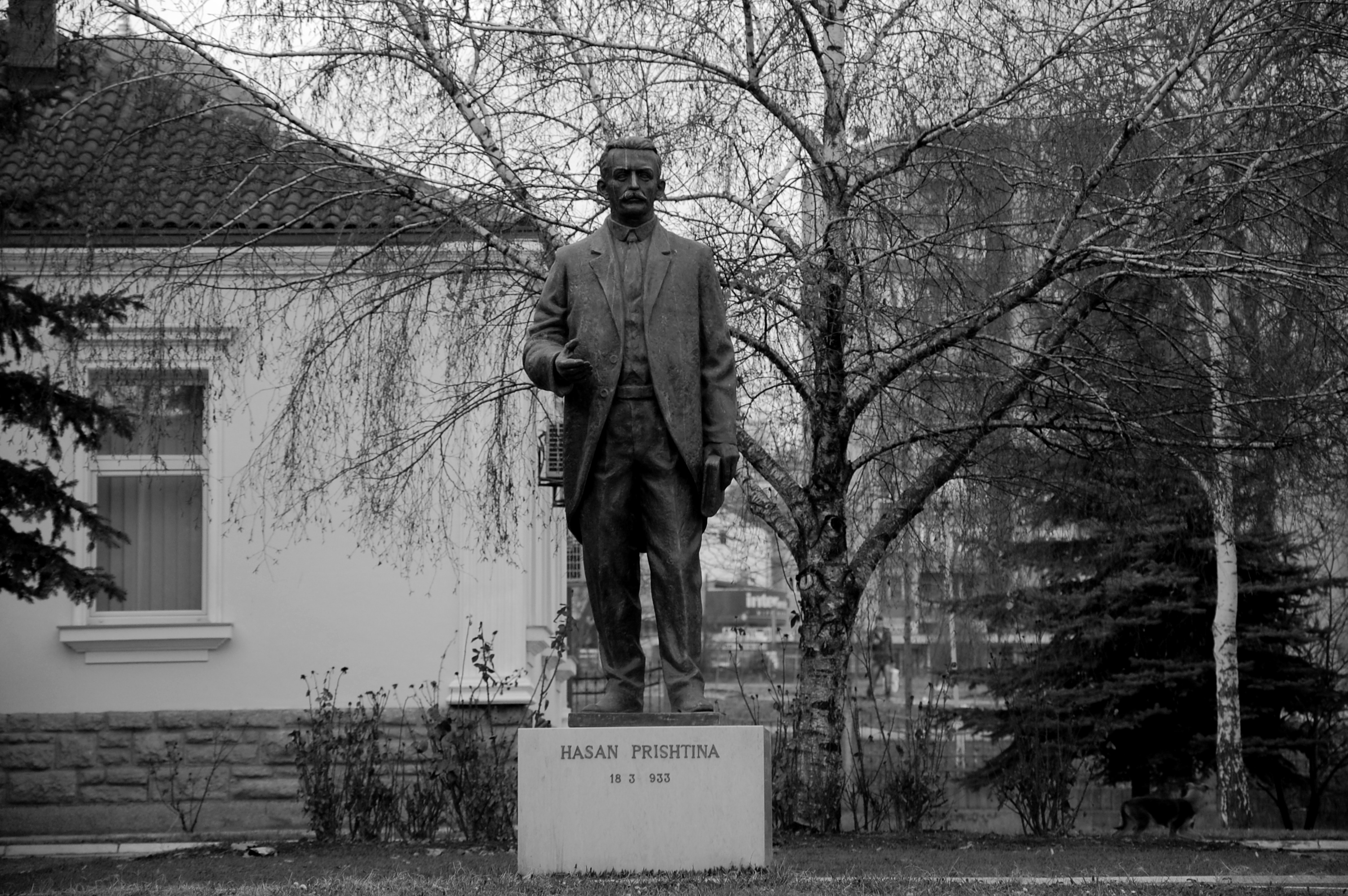
Statue von Hasan Prishtina vor dem Direktionsgebäude der Universität Prishtina

Der aus einer albanischen Familie mit großem Grundbesitz stammende Hasan Berisha studierte in Istanbul Jura. Nach der jungtürkischen Revolution wurde er 1908 in das erste Parlament des Osmanischen Reiches gewählt. Zu dieser Zeit änderte er seinen Nachnamen in Prishtina und führte den Titel Bej. Der neue Name drückte die Verbundenheit mit der Stadt aus, in der er die meisten politischen Anhänger und Freunde hatte.
Als sich während des ersten Balkankrieges abzeichnete, dass das Osmanische Reich seine letzten europäischen Provinzen verlieren würde, beteiligte sich Hasan Prishtina am albanischen Aufstand, dessen Ziel die Gründung eines eigenen Staates war. So sollte die Aufteilung des albanischen Siedlungsgebietes unter den Siegern des Krieges, Serbien, Griechenland und Montenegro, verhindert werden. Hasan Prishtina organisierte im Mai 1912 die albanischen Kämpfer im Kosovo, die nun anstatt der osmanischen Armee gegen die serbischen und montenegrinischen Truppen kämpften.
Als in Vlora am 28. November 1912 die albanische Unabhängigkeit ausgerufen wurde, unterstellte sich Hasan Prishtina mit seiner Gefolgschaft formal der ersten albanischen Regierung von Ismail Qemali, deren tatsächlich Macht allerdings nicht einmal bis Elbasan, geschweige denn bis ins Kosovo reichte. 1913 erhielt Hasan Prishtina ein Ministeramt, das er aber nicht tatsächlich ausüben konnte. Im Laufe dieses Jahres setzten sich die serbischen Truppen endgültig im Kosovo durch und die Provinz wurde durch die Grenzziehung der Großmächte auf der Londoner Botschafterkonferenz an Serbien gegeben.
Hasan Prishtina ging nun nach Albanien und wurde am 17. März 1914 von Fürst Wilhelm als Postminister in die Regierung berufen. Mit dem Ausbruch des Ersten Weltkriegs verschwand der albanische Staat aber schon wenige Monate später wieder von der Landkarte. Die Zeit des Krieges verbrachte Hasan Bej zum großen Teil in Italien.
Bei Kriegsende 1918 formierte sich um Hasan Prishtina und Bajram Curri eine Widerstandsbewegung der Albaner aus dem Kosovo, die gegen die wieder ins Kosovo einrückenden Serben kämpften und einen Anschluss der Provinz an Albanien erreichen wollten. Dabei war es an der Jahreswende 1918/19 noch nicht einmal sicher, ob der albanische Staat überhaupt wiedererrichtet werden würde: Auch die Aufteilung auf die mit der Entente verbündeten Nachbarländer Jugoslawien, Italien und Griechenland stand auf der Pariser Friedenskonferenz zur Debatte. Im Oktober 1919 ging Hasan Prishtina mit einer kosovarischen Delegation nach Paris, um bei der Friedenskonferenz für den Anschluss des Kosovo an Albanien zu sprechen. Die kosovarische Delegation durfte aber an keiner offiziellen Sitzung teilnehmen und ihr Anliegen wurde nicht debattiert.
1920 war Hasan Bej Prishtina an der Organisation des Kongresses von Lushnja beteiligt. Diese Versammlung einflussreicher Albaner einigte sich auf die Wiederherstellung der staatlichen Autorität und die Bildung der ersten im gesamten Land anerkannten Nachkriegsregierung. Die politische Lage in Albanien blieb trotzdem sehr instabil. Es gab keine Parteien, sondern verschiedene Interessengruppen, Clans und Stammesverbände, die um die Macht stritten. Eine dieser Gruppen waren die Kosovaren im Exil, zu denen Hasan Prishtina gehörte. Im April 1921 wurde er für die Region Dibra (in dieser Grenzregion lebten nun viele Kosovo-Albaner) ins albanische Parlament gewählt. Er befürwortete die Unterstützung der albanischen Aufständischen im Kosovo und war Gegner Ahmet Zogus, der mit Hilfe der jugoslawischen Regierung an die Macht strebte und dafür auf das Kosovo verzichten wollte.
Am 7. Dezember 1921 wurde Hasan Prishtina zum Ministerpräsidenten gewählt. Schon drei Tage später nötigte Zogu ihn zur Aufgabe des Amtes, indem er mit der Auslösung eines neuerlichen Bürgerkrieges drohte. Hasan Bej gab nach, um weiteres Blutvergießen in Albanien zu vermeiden. Um seine jugoslawischen Verbündeten nicht zu brüskieren, entließ Ahmet Zogu die kosovarischen Parlamentsmitglieder – unter ihnen Hasan Prishtina – 1922 aus dem Parlament in Tirana. Diese Maßnahme war nötig, um den Konflikt mit Jugoslawien einzudämmen. Zogu hatte richtig erkannt, dass die Unterstützung der albanischen Aufständischen im Kosovo nur eine Gegenreaktion Jugoslawien provozieren würde, der Albanien nichts entgegenzusetzen hatte. Ihm war klar, dass der Aufstand gegen die jugoslawischen Truppen ohnehin keine Chance hatte. Im Februar 1923 wurden Hasan Prishtina und seine kosovarischen Anhänger schließlich genötigt, Albanien zu verlassen.
Als im Sommer 1924 Fan Noli Ministerpräsident Albaniens geworden war, änderte er die Kosovo-Politik seines Landes erneut. Er unterstützte die Entsendung einer kosovarischen Delegation zum Völkerbund nach Genf, die dort wegen der schweren Menschenrechtsverletzungen der jugoslawischen Armee und Polizei im Kosovo Klage führen sollte. Chef dieser Delegation war Hasan Bej Prishtina. Die Kosovo-Albaner konnten jedoch nichts erreichen.
Nachdem Zogu im Dezember 1924 mit Hilfe jugoslawischer Söldner die Macht in Albanien wieder an sich gerissen hatte, musste Hasan Bej Albanien für immer verlassen, und natürlich konnte er auch nicht ins Kosovo zurückkehren. Nach der Ermordung seines Gefährten Luigj Gurakuqi plante Prishtina ein Attentat auf Zogu. Dieser wiederum versuchte – wie auch der jugoslawische Geheimdienst – Prishtina aus der Welt zu schaffen. Als vermögender Mann erwarb er ein großes Haus in Thessaloniki, wo er fortan im Exil lebte. Am 13. August 1933 wurde er dort vom Albaner Ibrahim Çelo im Auftrag von Zogu ermordet. Hasan Bej wurde bei Kukës nahe der Grenze zum Kosovo begraben.

## Würdigung
Hasan Bej Prishtina wird von den Albanern als bedeutender Nationalheld und Freiheitskämpfer geehrt. Nach ihm ist eine Grundschule in Tirana und die Universität Prishtina benannt. Am 2. Mai 2014 wurde er posthum vom albanischen Präsidenten Bujar Nishani mit dem Verdienstorden der Nationalflagge ausgezeichnet.